# Aristéas de Afrodísias

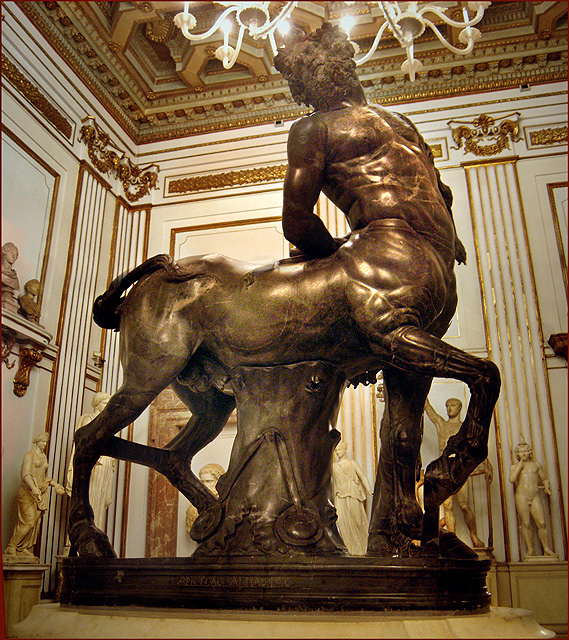
Centauro velho. Museus Capitolinos

Aristéas de Afrodísias foi um escultor da Grécia Antiga ativo entre os séculos I e II d.C.
Nada se sabe de sua vida, nem se seu apelido se deve ao seu nascimento ou sua educação em Afrodísias, hoje na Turquia, onde havia uma importante escola de escultura. É possível que tenha trabalhado também em Roma, onde hoje se preservam nos Museus Capitolinos dois magníficos centauros em mármore, assinados por ele e por outro artista, Pápias.